# Elaine Fuchs
Elaine Viola Fuchs (Hinsdale, 5 de maio de 1950) é uma bióloga estadunidense. Conhecida por seu trabalho com biologia e mecanismos moleculares na pele de mamíferos e o estudo de doenças de pele, que levou a uma modernização da dermatologia em geral.
Foi pioneira em genética reversa, que avaliam primeiro a função e depois seu papel no desenvolvimento e de uma doença. Sua equipe pesquisa células-tronco e sua produção de pele e pelos. É professora Biologia Celular Mamífera da Universidade Rockefeller em Nova Iorque e pesquisadora no Instituto Médico Howard Hughes.
Em 2011 foi agraciada com o Prêmio L'Oréal-UNESCO para mulheres em ciência.

## Biografia
Elaine nasceu na cidade de Hinsdale, no estados norte-americano de Illinois, em 1950. Cresceu no subúrbio de Chicago em uma família de cientistas. Seu pai, tia e irmã também são cientistas e a encorajaram a seguir carreira na área. Seu pai era geoquímico especializado em meteoritos no Argonne National Laboratory. Sua tia, era bióloga no mesmo laboratório e feminista. Sua irmã mais velha é neurocientista. E sua mãe é dona de casa, que gosta de pintar e tocar piano.
Elaine obteve bacharelado em química pela Universidade de Illinois em 1972 com notas altas. Em uma classe com 200 alunos, ela foi uma das três mulheres a se formar naquele ano. Durante a graduação, protestou contra a Guerra do Vietnã. Obteve doutorado em bioquímica pela Universidade Princeton, onde estudou as mudanças nas paredes celulares de bactérias. Seu trabalho com a biologia da epiderme começo no pós-doutorado, trabalhando ao lado de Howard Green, no MIT.

## Carreira
Elaine ingressou na Universidade de Chicago em 1980, sendo a primeira mulher do departamento de bioquímica. Em sua primeira publicação falava-se da primeira clonagem e sequenciamento do cDNA da queratina, que revelou dois tipos de queratina. Foi orientadora de Janet Rowley e Susan Lindquist, que posteriormente ingressaram no departamento de bioquímica e o reorganizaram para Departamento de Genética Molecular e Biologia Celular. Em 2002, Elaine aceitou um convite da Universidade Rockefeller, onde hoje é a chefe do departamento de Biologia Celular Mamífera, além de ser pesquisadora do Instituto Médico Howard Hughes.
Elaine desenvolveu sua técnica de genética reversa quando era professora assistente na Universidade de Chicago. A genética reversa tenta compreender a base genética de uma doença examinando como um transgene afeta o fenótipo. Elaine aplicou a técnica pela primeira vez criando um gene que afetava a função da queratina e perturbava a estrutura das células. A inserção dessa queratina mutante em camundongos transgênicos causou forte formação de bolhas epidérmicas. A análise mostrou que essa formação de bolhas é quase idêntica à doença de pele epidermólise bolhosa simples. Em colaboração com dermatologistas para obter amostras de pele de pacientes com essa doença dermatológica revelou que uma mutação semelhante nos genes da queratina realmente está subjacente à epidermólise bolhosa simples.

## Condecorações selecionadas
- 1994 membro da Academia de Artes e Ciências dos Estados Unidos
- 1996 Keith R. Porter Lecture
- 1996 membro da Academia Nacional de Ciências dos Estados Unidos
- 2001 Prêmio Richard Lounsbery
- 2003/2004 Prêmio Dickson de Medicina[9]
- 2008 Medalha Nacional de Ciências[10]
- 2010 Prêmios L'Oréal-UNESCO para mulheres em ciência
- 2011 Prêmio Passano[11]
- 2011 Prêmio Centro Médico Albany[12]
- 2012 Prêmio March of Dimes de Biologia do Desenvolvimento
- 2013 Prêmio Pasarow de Pesquisa sobre o Câncer[13]
- 2015 Medalha E.B. Wilson